# Friedrich Sebastian Zubrod
Friedrich Sebastian Zubrod (* 20. Februar 1913 in Lauda-Königshofen; † 4. Dezember 1956 ebenda) war ein Komponist, Dichter, Musiker und Organist, der im Gebiet Tauberfranken u. a. durch die ‚Heilig-Geist-Hymne‘ und das ‚Tauberlied‘ zur lokalen Bekanntheit geworden ist.

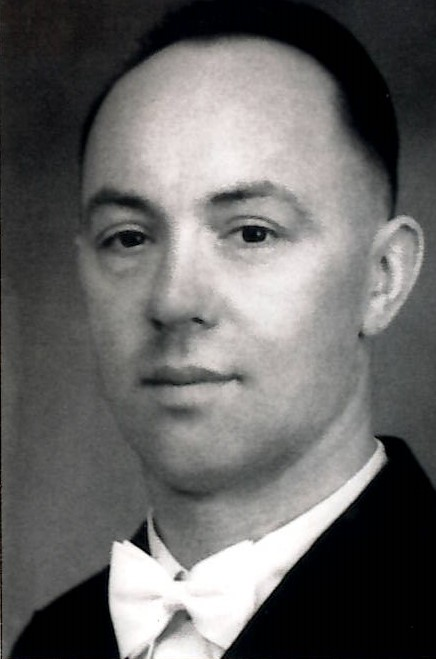
Friedrich Zubrod

## Leben und Wirken
Friedrich Zubrod wurde am 20. Februar 1913 als Sohn von Adam Zubrod und Maria Zubrod (geborene Haas) in Lauda-Königshofen geboren. Seine musikalische Begabung zeigte sich bereits während seiner Schulzeit, schon als Gymnasiast im Konvikt in Tauberbischofsheim komponierte er eigene Stücke, die dann zur Aufführung durch die Schüler kamen.
Nach dem Abitur wechselte Friedrich Zubrod auf das Konservatorium in Würzburg und studierte dort Klavier, Geige, Harmonie- und Kompositionslehre bei Professor Vierodt. Während des Studiums erlernte er auch das Orgelspiel, das er bei Franz Philipp in Karlsruhe vervollständigte.
Am 24. Mai 1938 heiratete er Anna Klingert aus Oberlauda, wenige Jahre später wurde die Tochter Brunhilde geboren. Nach dem frühen Tod seiner Frau Anna heiratete Zubrod 1951 Elfriede Faulhaber.
Aufgrund seiner Zuckerkrankheit war ihm eine Anstellung in den staatlichen Schuldienst verwehrt, so wurde er privater Musiklehrer, Organist und Komponist. In seinen Gedichten über die Natur, Heimat und Glaube kam auch seine poetische Ader zum Ausdruck. Mehrere Jahre leitete er verschiedene Chöre. Durch seine Kompositionen wurde er über das Taubertal hinaus bekannt.
Einige seiner Werke sind auch bei renommierten Verlagen gedruckt worden, von denen besonders die „Heilig-Geist-Hymne“ noch heute Bestandteil vieler festlicher Gottesdienste ist. Das ‚Tauberlied‘ gewann im Mannheimer Liederwettbewerb 1951 den ersten Preis.
1955 legte er aufgrund seiner schweren Krankheit, die ihn im letzten Lebensjahr erblinden ließ, sein Amt als Chorleiter nieder. Am 4. Dezember 1956 starb Friedrich Sebastian Zubrod.
Der Künstlerische Nachlass von Friedrich Sebastian Zubrod wurde im November 2020 dem Main Tauber Kreisarchiv in Bronnbach zur sicheren Verwahrung übergeben und steht damit einer breiten Öffentlichkeit zur Verfügung.

## Werke (Auswahl)
- Pange lingua: Tantum ergo + Veni creator
- Festliche Heilig-Geist-Hymne: Komm zu uns, du Geist des Lebens
- Letzter Gruß: Geliebte, wenn mein Geist geschieden,
- Zur Krippe: Engel künden Frieden, Freude
- Krippenlied: Hab die Botschaft wohl empfangen
- Festliche Ostergesänge
- Trauungslied: Seid euch getreu bis in den Tod